# Церква Димитрія Ростовського (Ростов-на-Дону)
Церква Димитрія Ростовського (рос. Церковь Димитрия Ростовского) — православний храм у місті Ростов-на-Дону, присвячений Димитрію Ростовському, прославленому в лику святих митрополита Російської православної церкви. Був побудований в 2000—2008 роках за проектом архітектора Ж. П. Волошиної. Відноситься до Ростовської і Новочеркаської єпархії Московського патріархату.

## Передісторія
Церква Димитрія Ростовського — не перший храм у Ростові-на-Дону, присвячений цьому святому. У 1751 році в місті була зведена каплиця, яка в 1761 році, з благословення єпископа Воронезького і Єлецького Кирила і з згоди генерал-майора і коменданта фортеці святого Димитрія Сомова, отримала статус церкви. Однак до 1786 році ця церква сильно занепала і з цієї причини місцеві власті прийняли рішення про її закриття. У 1796 року Димитрівська церква була розібрана, а з придатного її матеріалу прибудований до Покровської церкви приділ в ім'я Святителя Димитрія Ростовського.

## Історія
Новий православний прихід в місті Ростов-на-Дону був утворений приблизно в 2000 році. 4 жовтня 2000 року Ростовський архієпископ Пантелеімон (в миру — Долганов) заклав перший камінь в підставі майбутнього храму, присвяченому Димитрію Ростовському. Храм зводився протягом приблизно восьми років. У липні 2001 року при споруджуваному храмі був заснований тимчасовий прихід.
17 вересня 2004 року архієпископ Пантелеімон знову відвідав місце споруджуваної церкви і провів обряд освячення її куполів і хрестів. Незабаром після цього храм був добудований і почав свою роботу, хоча дрібні будівельні і декораційні роботи тривали аж до 2008 року. У тому ж 2004 році при храмі була відкрита церковно-приходська школа.
Також при церкві Димитрія Ростовського працює благодійна їдальня. Керівництво храму проводить активну співпрацю з Ростовським обласним музеєм краєзнавства, а також з місцевими засобами масової інформації.

## Настоятелі
- Олександр П'ятницький